# Dusona nebulosa
Dusona nebulosa är en stekelart som beskrevs av Horstmann 2004. Dusona nebulosa ingår i släktet Dusona och familjen brokparasitsteklar. Inga underarter finns listade i Catalogue of Life.